# Kultura Chavín

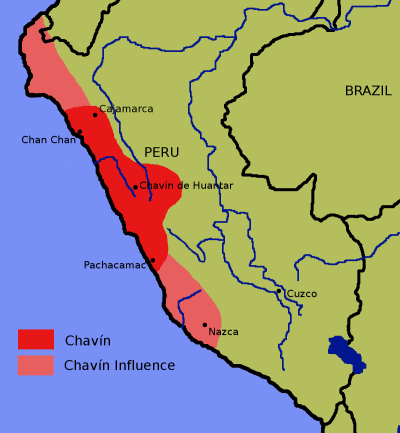
Zasięg geograficzny kultury Chavín

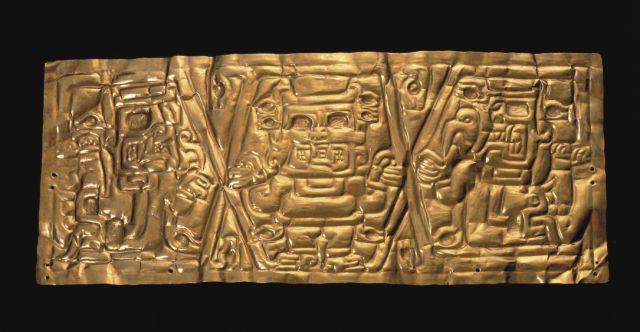
Złota korona datowana na lata 1200-300 p.n.e., Muzeum Larco, Lima

Kultura Chavín – kultura zaliczana do najstarszych ogólnoperuwiańskich kultur archeologicznych w okresie prekolumbijskim historii Peru. Słowo chavin w lokalnych dialektach oznacza jaguara.
Czasami uważana za kontynuatorkę kultury Norte Chico. Często za jej kolebkę uważa się rejon Chavín de Huántar położony na wysokości 3117 m n.p.m. u zbiegu rzek Mosne i Wacheksa w departamencie Ancash (Peru). Rozwój kultury na tym terenie określany jest na lata 1200–600 p.n.e. 

## Architektura kultury Chavín
Najważniejszym stanowiskiem archeologicznym kultury Chavín jest Chavín de Huántar. Kompleks składa się z budowli o charakterze kultowym. Dwie najważniejsze budowle zostały nazwane: El Castillo – zamek oraz Wczesna Świątynia. 
El Castillo pierwotnie miał trzy kondygnacje, obecnie zachowana ruina ma wysokość 13,0 m. Cokół wykonany został z ociosanego kamienia, mury zostały ozdobione osadzonymi na trzpieniach kamiennymi głowami przypominających głowy kota oraz fryzem z wyobrażeniem kondora. Portal wejściowy obramowany został dwoma kolumnami o wysokości 2,30 m i średnicy 0,90 m. Dekorację kolumn stanowią wyobrażenia postaci ze skrzydłami, ptasimi dziobami i kłami. 
Druga ważna budowla zespołu Chavín de Huántar, Wczesna Świątynia jest starsza od „zamku”. Jej wnętrze to labirynt niskich pomieszczeń, korytarzy, pochylni i schodów. Całość zaopatrzona jest w system pionowych i poziomych kanałów wentylacyjnych, nadal czynnych. 
Związki z kulturą Chavín zauważane są też w innych ośrodkach wybrzeża andyjskiego. W Villcahuyain odnaleziono bardzo podobną w swoich założeniach świątynię do znalezionej w Chavín de Huántar. Jest ona jednak znacznie od niej młodsza, pochodzi z VII–X wieku. 
W dolinie Moche odkryto zespół świątyń zdobionych rzeźbami w stylu wczesnego Chavín datowanych na okres 1700–1200 p.n.e., zatem znacznie starszych od odkrytych w Chavín de Huántar. 
Wpływy tej kultury zauważalne są także w zespołach znalezionych w okolicach Cerro Bíanco Puncurí Casma. Odkryto tam tarasowe platformy wykonane z suszonych cegieł o stożkowym kształcie (adobe) z ozdobami, rzeźbami wyobrażającymi drapieżne koty. 
Cechą charakterystyczną kultury Chavín jest wznoszenie budowli o murach w układzie warstw poziomych, bez okien w ścianach zewnętrznych. 

## Rękodzieło kultury Chavín
Ceramika tego okresu dzieli się na dwa typy: głazy (rocas) i dary (ofrendas). Do pierwszego z nich należą naczynia o grubych ścianach ozdobione rytami o motywach z wyobrażeniami drapieżnych kotów lub kręgów, linii. Zdobienia mają kolor czerwony lub czarny. Ceramika typu „dary” jest bogatsza w odmiany, ale pozbawiona ozdób. Występuje w kolorach czarnych i szarych. Twórcom kultury Chavín znane było tkactwo i obróbka metali.